# Storskrymten
Storskrymten és una muntanya de 1.985 metres d'altura situada a Noruega. La part superior de la muntanya és un punt d'intersecció triple per a tres comtats i tres municipis: Oppdal (comtat de Trøndelag), Sunndal (comtat de Møre og Romsdal), i Lesja (comtat d'Innlandet). Les zones urbanes més properes es troben a més de 40 quilòmetres al sud de la muntanya.
És la muntanya més alta de tot el comtat de Sør-Trøndelag. A menys de 2 quilòmetres a l'est de la muntanya comença el Parc Nacional Dovrefjell-Sunndalsfjella.
El nom de la muntanya prové de stor, que significa "gran". El darrer element skrymten és la forma finita de skrymt, que significa "por" o "ensurt" (les vessants de la muntanya són extremadament escarpades).